# بکر ایرتگون
بکر ایرتگون (ترکی استانبولی: Bekir İrtegün؛ زادهٔ ۲۰ آوریل ۱۹۸۴) بازیکن فوتبال اهل ترکیه است.
از باشگاه‌هایی که در آن بازی کرده‌است می‌توان به باشگاه فوتبال غازی عینتاب‌اسپور، باشگاه فوتبال فنرباغچه، و باشگاه فوتبال استانبول باشاک‌شهر اشاره کرد.
وی همچنین در تیم‌های ملی فوتبال زیر ۲۱ سال ترکیه، و ترکیه بازی کرده‌است.